# Facultad de Ciencias de la Universidad de Chile
La Facultad de Ciencias (FACIEN) es una de las 16 facultades que forman la Universidad de Chile y funciona desde el 14 de enero de 1965. En esta facultad se forman biólogos, físicos, matemáticos, químicos en la modalidad de licenciatura y de carreras de pregrado al igual que programas de postgrado como magísteres y doctorados en las áreas de las ciencias básicas. La meta de esta facultad es la formación de científicos capaces de desarrollarse e innovar en su área de estudio contribuyendo al desarrollo nacional.
La Facultad se encuentra en el Campus Juan Gómez Millas, nombre otorgado en honor de uno de los más célebres rectores de esta Casa de Estudios, Juan Gómez Millas, quien impulso el desarrollo de las ciencias y las humanidades en la Universidad de Chile.
A lo largo de su historia, la Facultad de Ciencias ha sido uno de los principales centros de investigación en Chile. Por su claustro y aulas han pasado 21 premios nacionales (incluyendo 11 de los 15 premios nacionales de Ciencias Naturales) .

## Historia

### Inicios
Durante 1920 y los primeros años de dicha década, el rector de la época, Carlos Charlin, presentó al Consejo Universitario una propuesta de creación de una Facultad de Ciencias Naturales y Matemáticas. Sin embargo, fue en la década de los 60 cuando se materializó esta anhelada idea.
Inicialmente se creó el Instituto de Ciencias mediante D. U. N.º 18.123, del 30 de noviembre de 1962. Tres años más tarde se formalizaría la creación de la Facultad mediante un decreto presidencial, constituyéndose en la única unidad académica de la Universidad de Chile creada de esa manera, pues respondía a un doble anhelo, tanto el de los académicos que deseaban desarrollar ciencia en el país, como el de las autoridades políticas de la época de asentar las bases del desarrollo científico nacional.
El decreto incluía el nombramiento, por un año, de 26 profesores, la mayoría de los cuales cumplía con lo que era condición imprescindible: publicar en el área de su competencia. La designación de esos profesores era ad honorem y su tarea consistía en elegir a los diez profesores titulares definitivos con los que empezaría la nueva Facultad en sus tareas regulares.
La Facultad definitiva, presidida por el primer decano, el Dr. Gustavo Höecker Salas, decidió honrar a dos profesores de la Pontificia Universidad Católica que hicieron mucho por lograr la creación de la Facultad de Ciencias: los Dres. Joaquín Luco Valenzuela y Héctor Croxatto, a quienes se les designó profesores honorarios, nombramiento que se concretó en un acto oficial pocos meses después de asumir él como Decano.
La Facultad, durante los primeros años, contaba con la participación de distintos académicos de otras universidades del país e incluso el extranjero. Tras el golpe militar en Argentina, en 1966, se intervino la Universidad de Buenos Aires y todos sus académicos renunciaron para solidarizar con las autoridades desplazadas. En ese contexto, un número importante de los docentes de la Facultad de Ciencias Exactas y Naturales de dicha universidad, se incorporó a la Facultad de Ciencias de la Universidad de Chile. Juan Gómez Millas –Ministro de Educación en esa época- vio en ese conflicto la oportunidad de sumar científicos latinoamericanos a esta naciente Facultad. Dos de las científicas argentinas que se incorporaron fueron Irma Crivelli (química) y Mariana Weissmann (física). Esta última permaneció entre 1968 y 1972 en el país, y ejerció como académica de la Facultad de Ciencias, colaborando con el grupo del profesor Miguel Kiwi, en ese entonces director de Física. En tanto, Irma Crivelli llegó primeramente a la Facultad de Ciencias Físicas y Matemáticas de la Universidad de Chile y posteriormente se trasladó a la Facultad, donde se mantiene hasta hoy.

### Golpe de Estado
Con el golpe militar de 1973 comenzó la intervención militar de la Universidad. “Época negra que preferiría olvidar”, afirma el académico Nicolás Yus, junto con relatar que el hecho “empezó con un allanamiento por soldados armados, en que todos los presentes fueron puestos contra una pared. Poco después, empezaron las conversaciones y las reuniones y me impresionó mucho que todos insistieran en que la primera prioridad era salvar la Facultad. Colegas cuyas casas habían sido allanadas y que estaban buscando la manera de salir al exilio para salvar sus vidas, se tomaron el tiempo para reunirse a planificar lo que debíamos hacer para que la Facultad pudiera seguir funcionando. Este fue el comienzo de la idea de que había que hacer todo lo posible por mantener algo de la actividad científica para no tener que volver a empezar de cero. A esto se lo llamó después el ‘principio del calefón’ (hay que mantener encendida la llama piloto para que cuando llegue el gas, se encienda el calefón)”.
Los años ochenta fueron determinantes en la resistencia por mantener la Facultad presente, aunque pequeña, pero llena de ímpetu por el saber, por la experimentación y la búsqueda de respuestas en la naturaleza. Sin embargo, la Universidad de Chile en su conjunto recibía los embates de un régimen que para el año 1981 le arrebataban las sedes regionales y el Instituto Pedagógico.  

### Vuelta a la democracia
La recuperación de la democracia en 1990 restituyó una vida más acorde con la Universidad, mayor debate, respeto por la vida de las personas y el disenso como parte de la cotidianidad, la pregunta metódica como forma de vida.
La Facultad de Ciencias ha intentado dar algunas respuestas a los cambios en la sociedad, contribuyendo con la creación de carreras profesionales que puedan formar hombres y mujeres con sólida base científica y que puedan ocuparse creativamente de los problemas que la sociedad contemporánea presenta. También ha trabajado en una de sus preocupaciones principales: la alfabetización científica y, lo más concreto en ello, es su contribución a la formación de profesores de ciencias. 
El deseo de hacer ciencias es una preocupación permanente en la Facultad, la formación de investigadores que contribuyan al desarrollo del conocimiento, como fue el deseo de los pioneros que materializaron esta Facultad de Ciencias de la Universidad de Chile.
Para el Dr. Humberto Maturana, crear la Facultad de Ciencias fue “una aventura, simplemente fue el deseo de tener alumnos que se formaran de partida como científicos; no después de recibirse de médico o de ingeniero, sino que en el proceso mismo de pronto podrían derivar en esa dirección. Yo creo que eso fue muy bueno, y esto se fue ampliando, por supuesto con los años”.

### Congreso Cincuentenario
Ocho Premios Nobel y dos ganadores de la Medalla Fields visitaron la Facultad de Ciencias en celebración de su quincuagésimo aniversario. Como parte de las actividades de conmemoración de sus 50 años, la Facultad de Ciencias realizó en diciembre de 2015 el "Congreso Cincuentenario" que contó con charlas realizadas por ocho científicos que han recibido el Premio Nobel en distintas áreas de la ciencia, así como también dos académicos que recibieron la Medalla Fields, su símil en matemáticas. Se trató del Dr. Bruce Beutler, Premio Nobel de Medicina y Fisiología 2011; Dr. Harald zur Hausen, Premio Nobel de Medicina y Fisiología 2008; Dra. Ada Yonath, Premio Nobel de Química 2009; Dr. Martin Chalfie, Premio Nobel de Química 2008; Dr. John Gurdon, Premio Nobel de Medicina y Fisiología 2012; Dr.William E. Moerner, Premio Nobel de Química 2014; Dr. George Smoot, Premio Nobel de Física 2006; Dr. Cédric Villani, Medalla Fields 2010 y Dr. Yefim Zelmánov, Medalla Fields 1994.

## Principales Hitos Científicos
La Facultad de Ciencias ha sido el seno de un importante número de hitos científicos para el país. Algunos de ellos se mencionan a continuación.

### Las proteínas y el impulso nervioso - Laboratorio y Estación Marina de Montemar - Escuela de biofísica en Chile

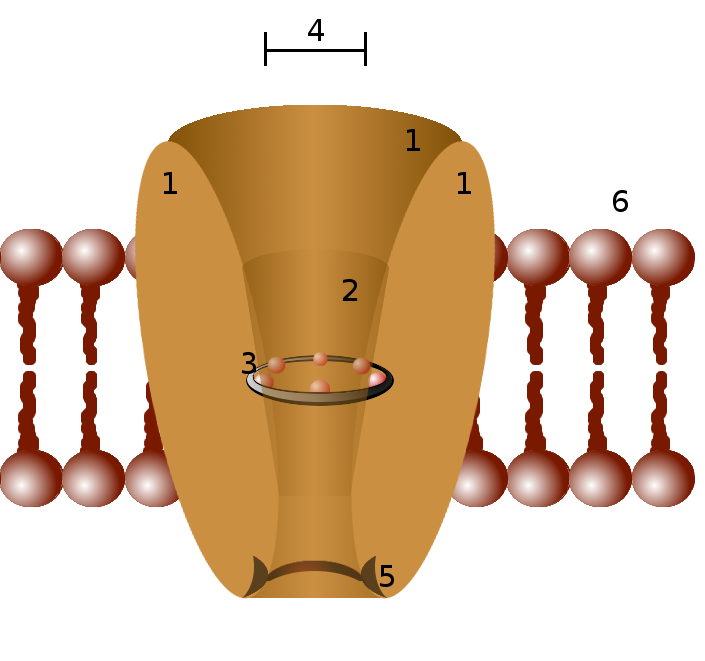
Diagrama esquemático de un canal iónico. 1 - dominios de canal (normalmente son cuatro por canal), 2 - vestíbulo exterior, 3 - filtro de selectividad, 4 - diámetro del filtro de selectividad, 5 - sitio de fosforilación, 6 - membrana celular.

En 1963 Mario Luxoro y Eduardo Rojas publicaron en la revista Nature el artículo “Micro-injection of Trypsin into Axons of Squid” en el que demostraron, por primera vez, la naturaleza proteica de los canales de iones, es decir, demostraron que la capacidad de los axones para transmitir impulsos eléctricos depende de las proteínas, conocidas ahora como canales de iones, y no de otro tipo de moléculas, como se especulaba en ese tiempo.
Este hito no solo posicionó a Chile en el mapa mundial de esta disciplina. También, tuvo repercusiones en la conformación de un equipo de trabajo en el Laboratorio Montemar, casa que albergó desde 1965 al mítico Laboratorio de Fisiología Celular.
El profesor Luxoro había comenzado a investigar sobre la transmisión de impulsos eléctricos en calamares en su estadía en Estados Unidos y retornó a Chile con el propósito de continuar y profundizar este trabajo, pensando en la posibilidad que el Océano Pacífico chileno le podía dar a través de la jibia; el calamar gigante que habita estas aguas. La existencia de este enorme calamar generaba incredulidad en los colegas científicos con quienes trabajaba Luxoro en Estados Unidos. Pero sí, efectivamente la jibia existía y era gigante así como su axón, que es la prolongación de la neurona que conduce el impulso nervioso.
Las dimensiones y la gran disponibilidad de jibia en ese período permitieron realizar avances importantísimos relacionados con la trasmisión del impulso eléctrico y del transporte de iones en las células nerviosas, que tienen validez para todas las especies. Los descubrimientos realizados en Montemar le dieron a este laboratorio renombre científico mundial.
En Montemar trabajaron destacados investigadores chilenos. Entre los pioneros: Eduardo Rojas, Alejandro Cintolessi, Mitzy Canessa, Fernando Vargas, Sigmund Fisher. Luego vinieron Cecilia Hidalgo Tapia, Ramón Latorre, Pedro Verdugo, Francisco Bezanilla, Julio Vergara, Cecilia Vergara, Juan Bacigalupo, entre otros. También llegaron científicos extranjeros de la talla de Richard Keynes y Clay Armstrong, atraídos por los aportes de primer nivel que se realizaban en este laboratorio.
Como una suerte de ritual, se fue instalando la costumbre de lanzar los axones de la jibia al techo del laboratorio cada vez que se lograba un éxito en algún experimento. Estos se pegaban y quedaban colgando. En algún momento de ese techo colgaron muchos axones.
En 1973 vino el golpe de Estado que, coincidentemente, en esos mismos años se produjo la emigración de la jibia de la zona de Montemar, por lo cual la actividad en el Laboratorio disminuyó, pero se mantuvo con nuevas investigaciones acerca de la musculatura del picoroco (Austromegabalanus psittacus).
El altísimo nivel alcanzado en el laboratorio del profesor Luxoro permitió que con el paso del tiempo tres de sus investigadores (Cecilia Hidalgo Tapia, Ramón Latorre y el propio Mario Luxoro) obtuvieran el Premio Nacional de Ciencias Naturales de Chile.

### Ciclotrón
En 1967 se instaló en el espacio asignado para la Facultad de Ciencias, el Ciclotrón, un acelerador de partículas nucleares, instrumento fundamental para realizar investigación en el campo de la Física Experimental. Este acelerador de partículas llegó desde Estados Unidos en el marco de la Alianza para el Progreso, programa impulsado por el presidente John F. Kennedy para generar lazos y promover el desarrollo con América del Sur.
Su llegada, llena de expectativas, marcó un hito en el desarrollo de la Facultad de Ciencias e implicó una presencia física en el nuevo Campus que congregó a científicos y estudiantes. Su instalación y mantenimiento requirieron esfuerzos y gran creatividad, pues se carecía de los repuestos originales y el acelerador venía ya con un cierto desgaste. A pesar de ello, mientras estuvo en funcionamiento se realizaron variados y exitosos experimentos e investigaciones desarrolladas por profesores y estudiantes de Física.
En 1997, a través de una donación de los laboratorios Lucent Technologies llega un acelerador Van de Graff de 3,5 mv que reemplazó al antiguo equipo ya fuera de operaciones, pero que aún permanece como testimonio de un momento fundacional en que ese impulso creativo daba cuenta de una sociedad que descubría y apostaba por el desarrollo de la Ciencia como una forma de impulsar el crecimiento del país.

### Autopoiesis, la definición de lo vivo

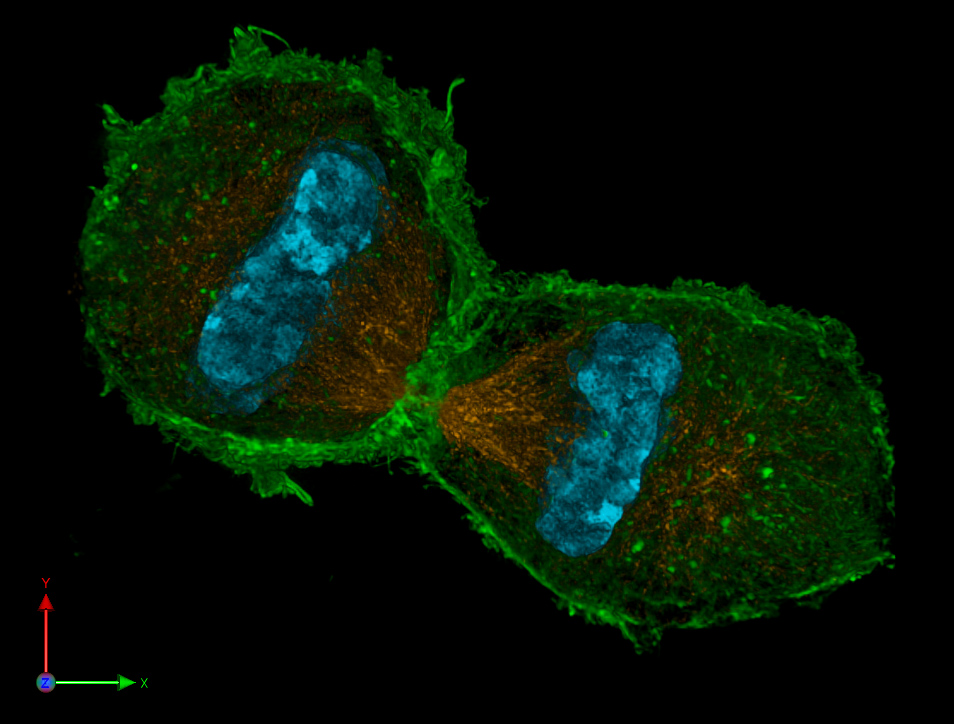
Representación 3D de una célula viva durante el proceso de mitosis, ejemplo de sistema autopoyético.

El desarrollo de la teoría de la Autopoiesis es, muy probablemente, uno de los hitos científicos con mayor impacto mundial de ciencia hecha en Chile. La idea de la Autopoiesis comienza a surgir en la mente del profesor Dr. Humberto Maturana en 1960 durante el desarrollo de una ayudantía de cátedra del curso de Biología en la Facultad de Medicina de la Universidad de Chile. La teoría actual y su desarrollo surge de las conversaciones con su alumno y posterior colaborador el Dr. Francisco Varela. La teoría fue publicada en el libro De Máquinas y Seres Vivos (1973).
La definición original al concepto de autopoiesis se puede encontrar en De Máquinas y Seres Vivos (1973):

Una máquina autopoiética es una máquina organizada (definida como una unidad) como una red de procesos de producción (transformación y destrucción) de componentes que: (i) a través de sus interacciones y transformaciones continuamente regeneran y realizan  la red de procesos (las relaciones) que los han producido, y (ii) la constituyen (la máquina) como una unidad concreta en el espacio en el que ellos (los componentes) existen especificando el dominio topológico de su realización como tal de una red. (pág. 78)
[...] el espacio definido por un sistema autopoiético es autocontenido y no se puede describir mediante el uso de dimensiones que definen otro espacio. No obstante, cuando nos referimos a nuestras interacciones con un sistema autopoiético concreto, proyectamos este sistema en el espacio de nuestras manipulaciones y hacemos una descripción de esta proyección. (pág. 89)

Desde entonces el concepto ha sido también aplicado en los campos de la teoría de sistemas y la sociología, como por ejemplo por el sociólogo alemán Niklas Luhmann.

### Regulación de la glucoquinasa

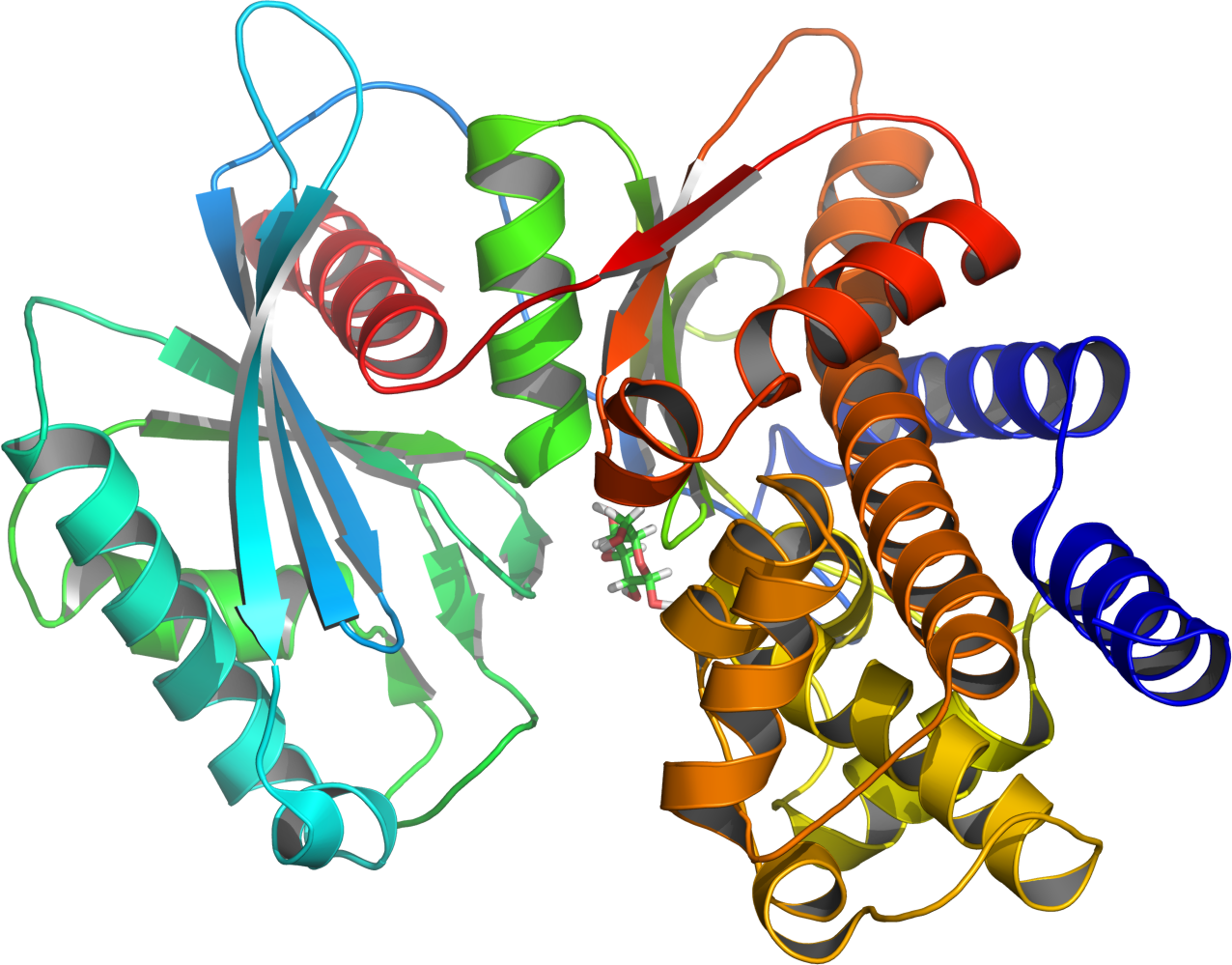
Representación de la estructura tridimensional de la glucoquinasa.

En 1975 el profesor del Departamento de Química Hermann Niemeyer junto con María Luz Cárdenas, Tito Ureta, Lyllian Clark-Turri y José Peñaranda descubrieron partes del mecanismo de funcionamiento de la glucoquinasa, lo que permitió entender -por primera vez- cómo se adaptaba frente a las concentraciones cambiantes de glucosa en la sangre, debido a la mayor o menor ingesta de carbohidratos en la dieta. Y, por supuesto, cómo eso repercutía en la mayor o menor secreción de insulina.
Este aporte se sumó a los tantos que el profesor Niemeyer realizó en el campo de la bioenergética, el metabolismo de los hidratos de carbono y de la regulación metabólica. En 1983, el Profesor Niemeyer recibió el Premio Nacional de Ciencias de Chile.

### Teoría sobre agujeros negros

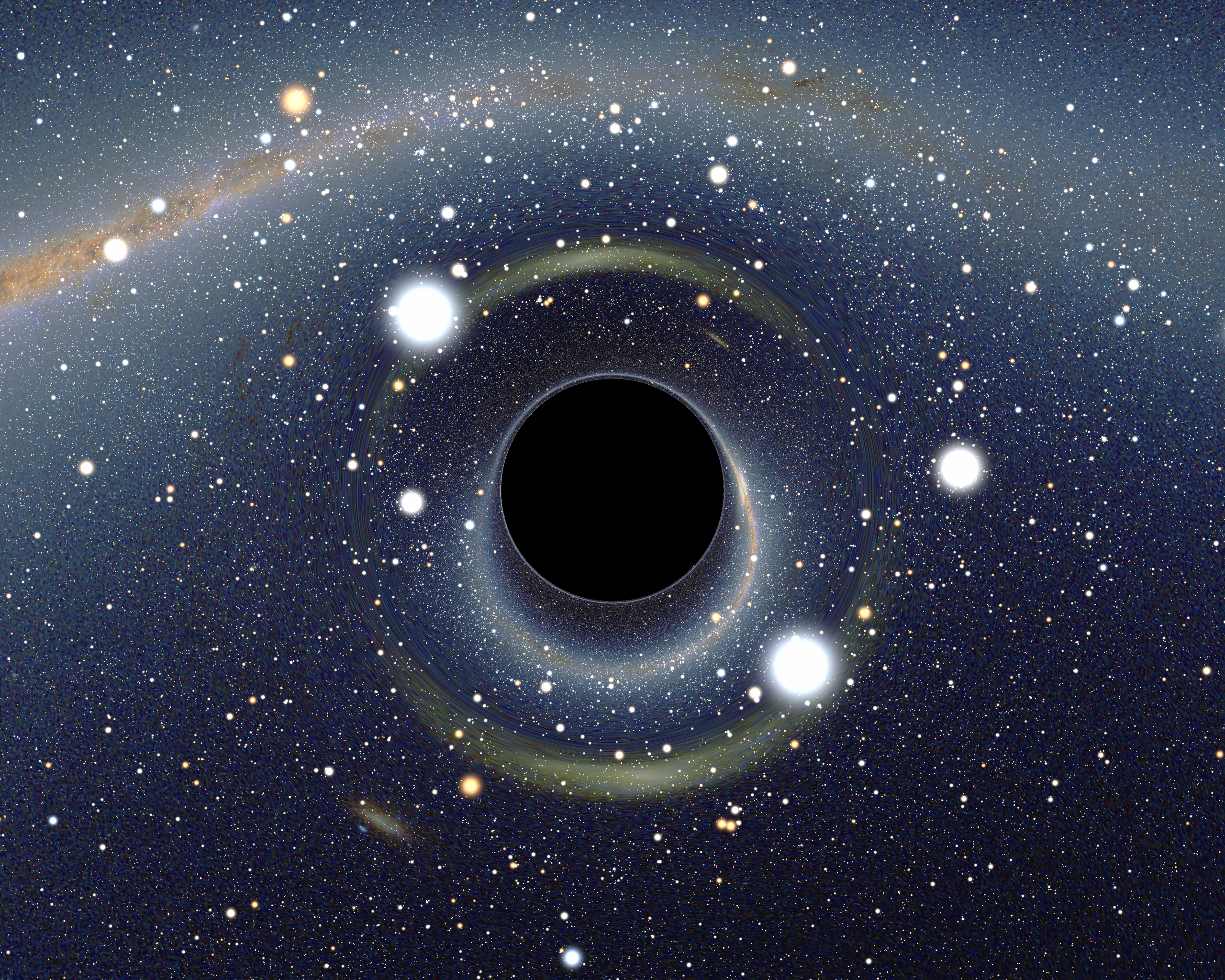
Vista simulada de un agujero negro frente a la Gran Nube de Magallanes.

En 1992 los investigadores del Departamento de Física Máximo Bañados, Claudio Bunster y Jorge Zanelli descubrieron la solución del agujero negro BTZ (Bañados, Teitelboim y Zanelli, 1992). Esto fue una sorpresa, porque cuando la constante cosmológica es cero, una solución de vacío de gravedad (2+1) dimensional es necesariamente plana (el tensor de Weyl se desvanece en tres dimensiones, mientras que el tensor de Ricci se desvanece debido a las ecuaciones de campo de Einstein, por lo que el tensor de Riemann completo se desvanece), y se puede demostrar que no existen soluciones de agujeros negros con horizontes de eventos, pero gracias a la constante cosmológica negativa en el agujero negro BTZ, puede tener propiedades notablemente similares a las soluciones de agujero negro de 3+1 dimensiones de Schwarzschild y Kerr, que modelan los agujeros negros del mundo real. 
Su principal característica es que ofrece la posibilidad de usar una aproximación “menos compleja” al fenómeno, sin perder de vista las propiedades que hacen famosos a estos objetos astronómicos. Esto ha permitido realizar un sinnúmero de cálculos y exploraciones, que en la solución original son imposibles.
Esta aproximación se ha transformado en un laboratorio que estudia nuevas formas para explicar el funcionamiento del universo, por ejemplo, la Teoría de Cuerdas.

## Obras destacadas

### Edificio Biología/Milenio

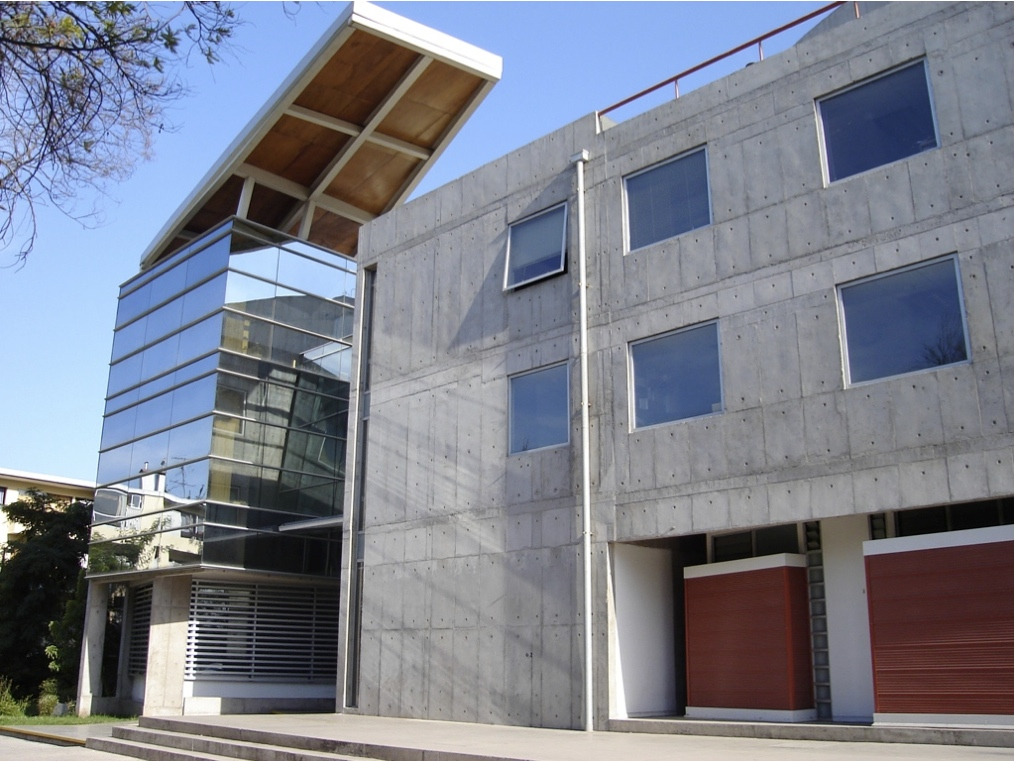
Edificio Biología Milenio del Departamento de Biología.

Fue inaugurado el año 2003 por Instituto Milenio de Estudios Avanzados en Biología Celular y Biotecnología CBB. En sus 2400 metros cuadrados de superficie, distribuidos en cuatro pisos, funcionan laboratorios de investigación, salas de clases, oficinas administrativas y el auditorio "Prof. Hermann Niemeyer" del Departamento de Biología.

### Edificio Ecología II

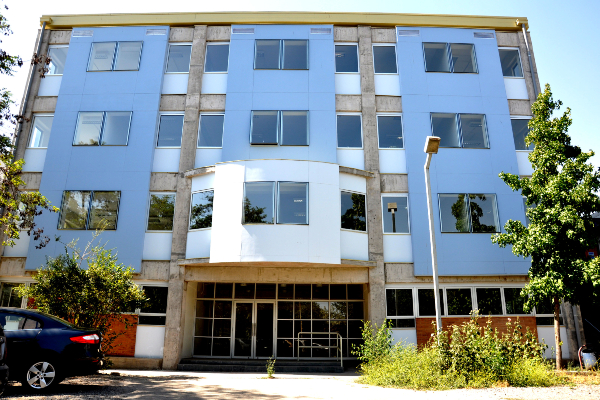
Edificio Ecología II del Departamento de Ciencias Ecológicas.

Consta de cuatro niveles en donde operan la Dirección, oficinas administrativas y laboratorios del Departamento de Ciencias Ecológicas y el Instituto de Ecología y Biodiversidad.

### Edificio Departamento de Química
A finales de 2019 se inauguró un moderno edificio de 6.000 metros cuadrados de superficie que permitió reunificar a los laboratorios del área en un solo gran edificio y reemplazar a las antiquísimas "barracas". Cuentan con 4 pisos que albergan a 42 laboratorios de investigación, oficinas y salas de clases.

### Auditorio María Ghilardi Venegas

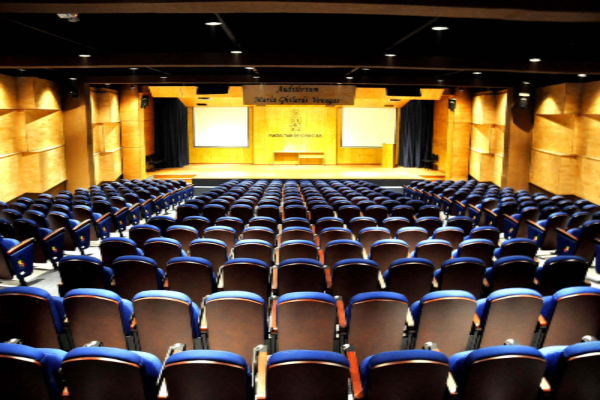
Auditorio de la Facultad.

En 2014 la Facultad en conjunto con la Fundación "María Ghilardi Venegas" inauguraron el Auditorio homónimo de 500 metros cuadrados. Está destinado a las actividades de extensión y vinculación con el medio de la Facultad de Ciencias. Posee un elevado estándar y completamente equipado y una capacidad para 380 personas.

### Laboratorio de Biología y Bioterio
Destinado a la mantención de diversas especies animales y vegetales estudiadas en la Facultad. Ha sido implementado principalmente con recursos propios de la Facultad de Ciencias y complementado a través de diversos proyectos adjudicados por académicos. Enfocado especialmente a la investigación de alto nivel, en sus dependencias trabajan académicos de los Departamentos de Biología y de Ciencias Ecológicas.

## Autoridades
- Decano: Dr. Raúl Morales Segura
- Vicedecano: Dr. Robert Auffarth
- Directora Académica y de Investigación: Dra. Marcela Urzúa
- Directora Escuela de Ciencias: Dra. Anita Rojas
- Director Escuela de Pedagogías Científicas: Dr. Antonio Galdámez Silva
- Directora Escuela de Ciencias Ambientales y Biotecnología: Dr. Carlos Manzano
- Director Escuela de Postgrado: Dr. Nicolás Guiliani
- Secretaria de Estudios: Sandra Pavez Sessarego
- Director Asuntos Estudiantiles y Comunitarios: Dr. Felipe Torres
- Director de Extensión y Vinculación con el Medio: Dr. Paul Jara Vergara
- Director Económico y Administrativo: Prof. Leopoldo Dominichetti Caroca
- Director de Innovación, Desarrollo y Asuntos Internacionales: Dra. Inmaculada Vaca

## Departamentos
La Facultad de Ciencias cuenta con 5 departamentos, dedicados a la investigación y docencia en ciencia básica y aplicada.
- Biología
- Ciencias Ecológicas
- Física
- Matemáticas
- Química

## Centros
La Facultad de Ciencias cuenta con 3 centros dedicados al apoyo de la investigación.
- Centro de Biotecnología: Director Dr. Marcelo Baeza Cancino
- Centro de Ciencias Ambientales: Director Dr. Raúl Morales Segura
- Centro de Física Experimental: Director Dr. Juan Alejandro Valdivia Hepp

## Programas de Estudios

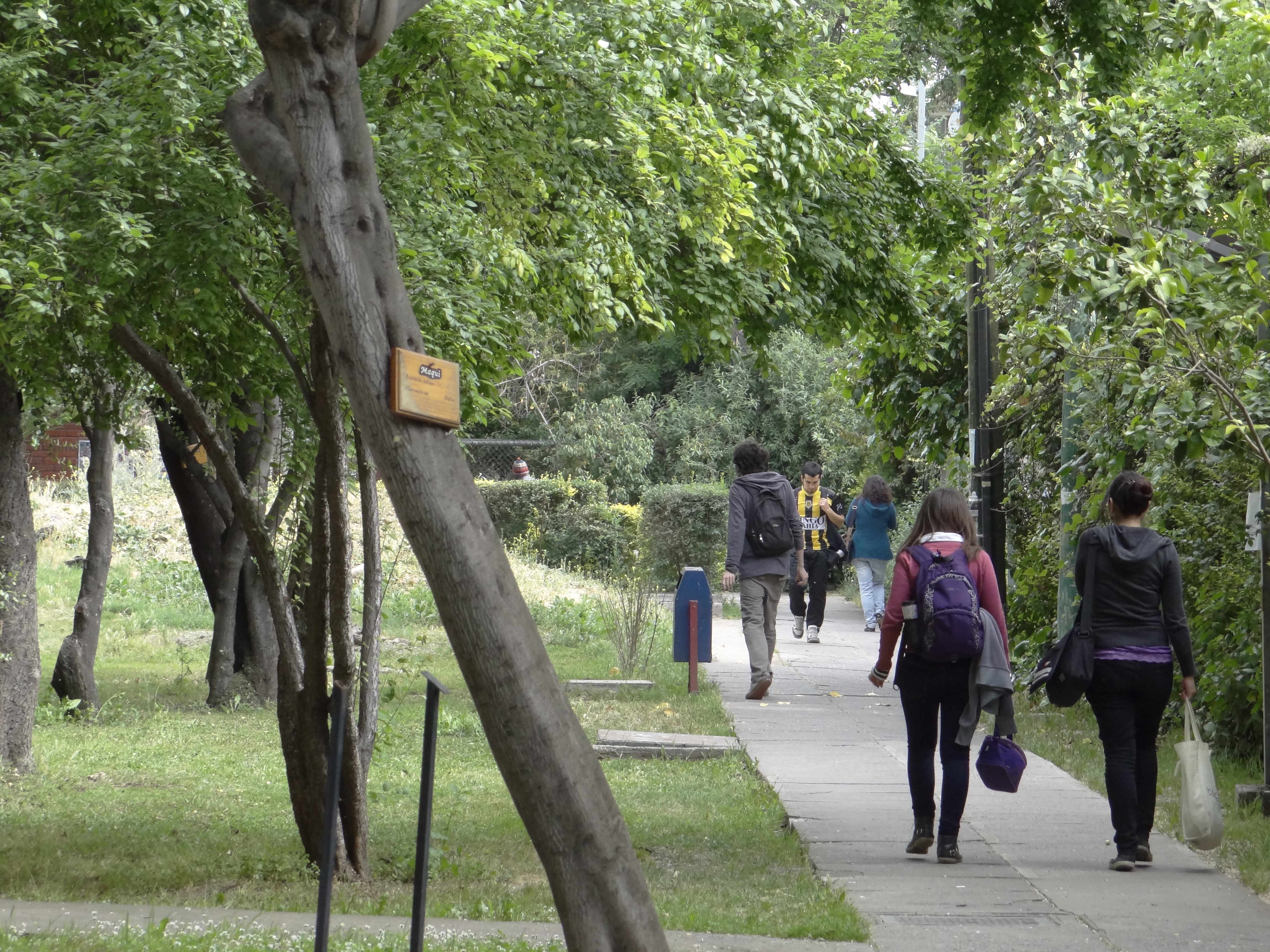
Campus Juan Gómez Millas.

Las áreas de estudios que comprende esta Facultad son las ciencias biológicas, ambientales, ecológicas, químicas, físicas y matemáticas.

### Programas de Pregrado
- Licenciaturas:
  - Licenciatura en Ciencias con Mención en Biología
  - Licenciatura en Ciencias con Mención en Química
  - Licenciatura en Ciencias con Mención en Física
  - Licenciatura en Ciencias con Mención en Matemáticas

- Carreras Profesionales:
  - Biología con mención en Medio Ambiente
  - Ingeniería en Biotecnología Molecular
  - Química Ambiental
  - Pedagogía en Educación Media en Matemáticas y Física
  - Pedagogía en Educación Media en Biología y Química

### Programas de Postgrado
- Magísteres:
  - Magíster en Ciencias Biológicas
  - Magíster en Ciencias, mención Física
  - Magíster en Ciencias Matemáticas
  - Magíster en Ciencias Químicas

- Doctorados:
  - Doctorado en Ciencias con Mención en Física
  - Doctorado en Ciencias con Mención en Matemáticas
  - Doctorado en Química
  - Doctorado en Ciencias con Mención en Biología Molecular Celular y Neurociencias
  - Doctorado en Ciencias con Mención en Ecología y Biología Evolutiva
  - Doctorado en Ciencias con Mención en Microbiología
  - Doctorado en Biotecnología Molecular

## Egresados destacados
Biología
- Pedro Labarca Prado (Premio Nacional de Ciencias Naturales de Chile 2004)
- Cecilia Hidalgo Tapia (Premio Nacional de Ciencias Naturales de Chile 2006)
- Francisco Rothhammer (Premio Nacional de Ciencias Naturales de Chile 2016)
- Fabián Jaksic (Premio Nacional de Ciencias Naturales de Chile 2018)
- Francisco Bozinovic K. (Premio Nacional de Ciencias Naturales de Chile 2020 y miembro de la Academia de Ciencias de América Latina)
- Juan Armesto Zamudio (ecólogo, Premio Cátedra Presidencial en Ciencias 1998, Miembro Extranjero de la Academia Nacional de Ciencias (Estados Unidos))[1]
- Francisco Varela (biólogo, es el científico chileno más citado de la historia.[2])
- Enrique Brandan (biólogo, miembro de la Academia de Ciencias de América Latina)
- Cristina Dorador (bióloga, convencional constituyente)
- Marcela Vidal (Herpetologa)
- Rosa Alba Lagos M. (bióloga, miembro de número de la Academia Chilena de Ciencias)
- Eduardo R. Fuentes (biólogo, miembro de número de la Academia Chilena de Ciencias)
- Javier Simonetti (biólogo, miembro correspondiente de la Academia Chilena de Ciencias)
- Juan Bacigalupo V. (biólogo, Premio Cátedra Presidencial en Ciencias, 1997)
- Francisco Sepúlveda V. (biólogo, Premio Cátedra Presidencial en Ciencias, 1996)
- Maya Fernández, (bióloga y actual Ministra de Defensa Nacional)

Física
- Claudio Bunster (Premio Nacional de Ciencias Exactas de Chile 1995)
- Fernando Lund Plantat (Premio Nacional de Ciencias Exactas de Chile 2001)
- Maisa Rojas (física, climatóloga y actual Ministra del Medio Ambiente)
- Iván Kohn Schuller (físico, Premio John Wheatley de la American Physical Society y miembro de la Academia de Ciencias de América Latina)
- Máximo Bañados (físico teórico, Decano de la Facultad de Física UC)
- Miguel Roth (físico, ex-Director del Observatorio Las Campanas)
- Jorge Melnick (físico, Astrónomo emérito del Observatorio Europeo Austral)
- Hernán Quintana (físico, Fellow del Observatorio Europeo Austral.)
- María Ester Brandan (física médica, Investigadora Emérita del Sistema Nacional de Investigadores (México))

Matemática
- Gunther Uhlmann (matemático, miembro de la American Mathematical Society y de la Academia Estadounidense de las Artes y las Ciencias. Galardonado con el Premio Bôcher, 2011)
- Eduardo Friedman (matemático, Premio Cátedra Presidencial en Ciencias, 1998)

Química
- Alejandro Toro L. (fisicoquímico teórico, Premio Cátedra Presidencial en Ciencias, 1996, miembro de la Academia de Ciencias de América Latina y Decano de la Facultad de Química y de Farmacia UC)
- Patricio Fuentealba R. (fisicoquímico teórico)
- Renato Contreras R. (fisicoquímico teórico)
- Patricia Pérez L. (fisicoquímica teórica)
- Pablo Richter D. (químico analítico y Decano de la Facultad de Ciencias Químicas y Farmacéuticas de la Universidad de Chile)

## Académicos destacados

### Profesores Titulares galardonados con el Premio Nacional
- 1983 - Hermann Niemeyer (Premio Nacional de Ciencias de Chile)
- 1987 - Danko Brncic (Premio Nacional de Ciencias de Chile)
- 1989 - Gustavo Hoecker (Premio Nacional de Ciencias de Chile)
- 1992 - Jorge Allende (Premio Nacional de Ciencias Naturales de Chile)
- 1993 - Félix Schwartzmann (Premio Nacional de Humanidades y Ciencias Sociales de Chile)
- 1994 - Humberto Maturana (Premio Nacional de Ciencias Naturales de Chile)
- 1996 - Nibaldo Bahamonde (Premio Nacional de Ciencias Naturales de Chile)
- 2000 - Mario Luxoro (Premio Nacional de Ciencias Naturales de Chile)
- 2002 - Ramón Latorre (Premio Nacional de Ciencias Naturales de Chile)
- 2007 - Miguel Kiwi (Premio Nacional de Ciencias Exactas de Chile)
- 2009 - Ricardo Baeza Rodríguez (Premio Nacional de Ciencias Exactas de Chile)
- 2010 - Mary Therese Kalin (Premio Nacional de Ciencias Naturales de Chile)

### Profesores Honorarios galardonados con el Premio Nacional
- 1975 - Joaquín Luco (Premio Nacional de Ciencias de Chile)
- 1979 - Héctor Croxatto (Premio Nacional de Ciencias de Chile)

### Otros académicos destacados
- Mariana Weissmann (física, Premio L'Oréal-UNESCO a Mujeres en Ciencia 2003 y miembro de la Academia Nacional de Ciencias Exactas, Físicas y Naturales de Argentina)
- Ricardo B. Maccioni (neurocientífico, Premio Cátedra Presidencial en Ciencias 1997, miembro correspondiente de la Academia Chilena de Ciencias. En 2021 obtuvo dos nominaciones al Premio Nobel de Medicina, otorgadas por los jueces del Instituto Karolinska.[3])
- Catherine Connelly (bióloga, miembro de la Academia de Ciencias de América Latina)
- Mario Rosemblatt (bioquímico, miembro de la Academia de Ciencias de América Latina y Director de la Fundación Ciencia & Vida)
- Bruce Cassels N. (químico, Premio Cátedra Presidencial en Ciencias, 1996 y miembro de la Academia de Ciencias de América Latina)
- Francisco Benzanilla (biólogo, miembro de la Academia de Ciencias de América Latina)
- Miguel Allende (biólogo, miembro correspondiente de la Academia Chilena de Ciencias)
- Marco Tulio (bioquímico, miembro correspondiente de la Academia Chilena de Ciencias)